# Assas (Hérault)
Cet article possède un paronyme, voir Arras.
Pour les articles homonymes, voir Assas.
Assas [a.sas] (en occitan Assaç, [a.ˈsas]) est une commune française située dans le nord-est du département de l'Hérault, en région Occitanie. Elle fait partie de la communauté de communes du Grand Pic Saint-Loup.
Exposée à un climat méditerranéen, elle est drainée par le Salaison, le ruisseau de Cassagnoles et par deux autres cours d'eau. La commune possède un patrimoine naturel remarquable : un site Natura 2000 (les « hautes garrigues du Montpelliérais ») et une zone naturelle d'intérêt écologique, faunistique et floristique.
Assas est une commune urbaine qui compte 1 430 habitants en 2022, après avoir connu une forte hausse de la population depuis 1962. Elle est dans l'agglomération de Montpellier et fait partie de l'aire d'attraction de Montpellier. Ses habitants sont appelés les Assadins et Assadines.

## Géographie

### Localisation
Assas est située à quelques kilomètres au nord de Montpellier.

### Communes limitrophes et proches
Les communes limitrophes sont  Clapiers, Guzargues, Le Triadou, Prades-le-Lez, Saint-Mathieu-de-Tréviers, Saint-Vincent-de-Barbeyrargues et Teyran.
| St-Mathieu-de-Tréviers (8.10 / 11,55 km) Le Triadou (5.76 / 9,03 km) Saint-Vincent-de-Barbeyrargues (1.76 / 2,16 km) | Sainte-Croix-de-Quintillargues (8.02 / 8,43 km) | Guzargues (2.99 / 3,90 km) Saint-Drézéry (7.05 / 8,33 km) Sussargues (8.43 / 10,63 km) |
| Argelliers (18.23 / 32,82 km)                                                                                        | Assas                                           | Saint-Geniès-des-Mourgues (10.70 / 15,81 km)                                           |
| Prades-le-Lez (3.08 / 4,48 km) Montferrier-sur-Lez (4.99 / 8,66 km) Clapiers (5.09 / 6,83 km)                        | Commune de Montpellier (10.21 / 13,41 km)       | Castries (7.43 / 10,90 km) Teyran (2.83 / 6,32 km) Jacou (4.55 / 6,03 km)              |

### Géologie et relief
Parcouru de nombreux ruisseaux[Lesquels ?], dont le Salaison à l'est, Assas peut être considéré comme un village irrigué[réf. nécessaire]. La végétation est changeante. On y trouve de la garrigue, des prairies, des vignes et de la forêt méditerranéenne[réf. nécessaire].
Le village d'Assas s'organise autour du château, élevé au sommet d'une colline, à l'instar de nombreux villages de l'Hérault.

### Climat
En 2010, le climat de la commune est de type climat méditerranéen franc, selon une étude s'appuyant sur une série de données couvrant la période 1971-2000. En 2020, Météo-France publie une typologie des climats de la France métropolitaine dans laquelle la commune est exposée à un climat méditerranéen et est dans la région climatique Provence, Languedoc-Roussillon, caractérisée par une pluviométrie faible en été, un très bon ensoleillement (2 600 h/an), un été chaud (21,5 °C), un air très sec en été, sec en toutes saisons, des vents forts (fréquence de 40 à 50 % de vents > 5 m/s) et peu de brouillards.
Pour la période 1971-2000, la température annuelle moyenne est de 14,1 °C, avec une amplitude thermique annuelle de 16,4 °C. Le cumul annuel moyen de précipitations est de 796 mm, avec 6,4 jours de précipitations en janvier et 2,9 jours en juillet. Pour la période 1991-2020, la température moyenne annuelle observée sur la station météorologique la plus proche, située sur la commune de Prades-le-Lez à 3 km à vol d'oiseau, est de 14,6 °C et le cumul annuel moyen de précipitations est de 869,7 mm,. Pour l'avenir, les paramètres climatiques de la commune estimés pour 2050 selon différents scénarios d'émission de gaz à effet de serre sont consultables sur un site dédié publié par Météo-France en novembre 2022.

## Urbanisme

### Typologie
Au 1er janvier 2024, Assas est catégorisée ceinture urbaine, selon la nouvelle grille communale de densité à sept niveaux définie par l'Insee en 2022.
Elle appartient à l'unité urbaine de Montpellier, une agglomération intra-départementale regroupant 22  communes, dont elle est une commune de la banlieue,,. Par ailleurs la commune fait partie de l'aire d'attraction de Montpellier, dont elle est une commune de la couronne,. Cette aire, qui regroupe 161 communes, est catégorisée dans les aires de 700 000 habitants ou plus (hors Paris),.

### Occupation des sols
L'occupation des sols de la commune, telle qu'elle ressort de la base de données européenne d’occupation biophysique des sols Corine Land Cover (CLC), est marquée par l'importance des territoires agricoles (44,7 % en 2018), en diminution par rapport à 1990 (48,4 %). La répartition détaillée en 2018 est la suivante : 
cultures permanentes (40,9 %), forêts (39,1 %), zones urbanisées (9,6 %), milieux à végétation arbustive et/ou herbacée (4 %), zones agricoles hétérogènes (3,8 %), zones industrielles ou commerciales et réseaux de communication (2,1 %), mines, décharges et chantiers (0,4 %). L'évolution de l’occupation des sols de la commune et de ses infrastructures peut être observée sur les différentes représentations cartographiques du territoire : la carte de Cassini (XVIIIe siècle), la carte d'état-major (1820-1866) et les cartes ou photos aériennes de l'IGN pour la période actuelle (1950 à aujourd'hui).

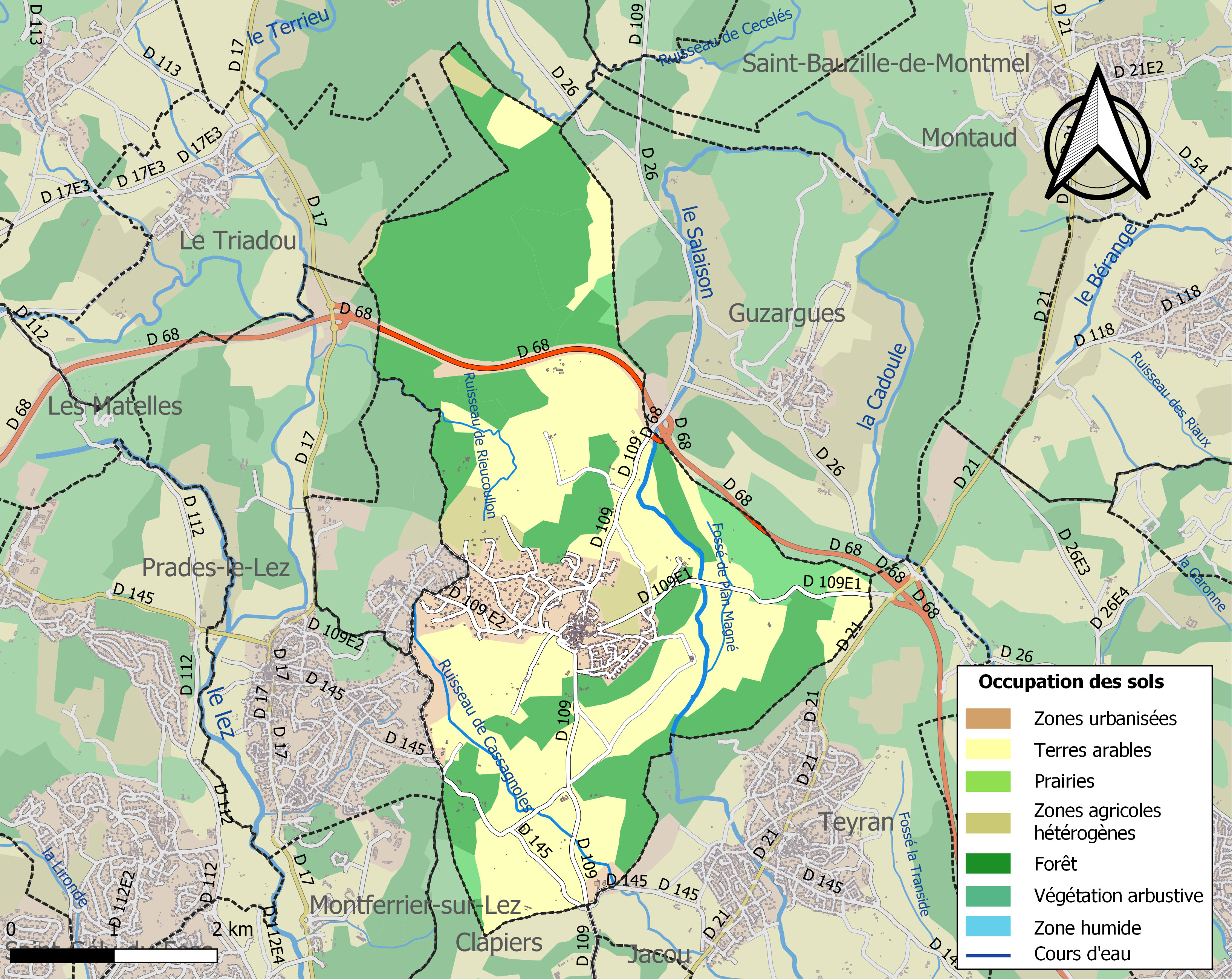
Carte des infrastructures et de l'occupation des sols de la commune en 2018 (CLC).

### Voies de communication et transports

#### Voies routières
Assas est traversée dans l'axe nord-sud par la D 109, avec une traversée du centre étroit qui peut être difficile. Un contournement du centre par l'ouest est prévu mais seule la moitié nord-ouest est réalisée[réf. nécessaire].
La D 109 relie Assas à la D 68 (dite « le lien ») au nord et à Clapiers et Jacou au sud. La D 109E1 part du centre vers l'est et rejoint à nouveau la D 68, tandis que la D 109E2 relie Assas à Saint-Vincent de Barbeyrargues à l'ouest.

#### Pistes cyclables
Assas est reliée à Saint-Vincent de Barbeyrargues par un chemin piétonnier et cyclable, longeant la D 109E2[réf. nécessaire].
La commune est jalonnée de nombreux chemins, du plus étroit aux larges pistes balisées de la Défense de la forêt contre les incendies (DFCI), dont ceux du Réseau Vert du département de l'Hérault, pour la randonnée et le VTT[réf. nécessaire].

#### Transports en commun
Le village est desservi par la ligne de car no 610 du réseau Hérault Transport. La ligne relie Sainte-Croix-de-Quintillargues à Montpellier en passant par Guzargues, Assas et Clapiers. Elle assure le transport des élèves de Guzargues qui sont scolarisés dans les écoles maternelles et primaires d’Assas, le transport vers le collège François-Mitterrand de Clapiers et vers le lycée Frédéric-Bazille-Agropolis de Montpellier. Elle effectue son terminus à la station de tramway de Saint-Éloi, en correspondance avec la ligne 1 du réseau de tramway des Transports de l'agglomération de Montpellier. La ligne 610 souffre cependant d'une faible fréquence de passage des cars en journée[réf. nécessaire].

### Risques majeurs
Le territoire de la commune d'Assas est vulnérable à différents aléas naturels : météorologiques (tempête, orage, neige, grand froid, canicule ou sécheresse), inondations, feux de forêts et séisme (sismicité faible). Il est également exposé à un risque technologique,  le transport de matières dangereuses. Un site publié par le BRGM permet d'évaluer simplement et rapidement les risques d'un bien localisé soit par son adresse soit par le numéro de sa parcelle.

#### Risques naturels
Certaines parties du territoire communal sont susceptibles d’être affectées par le risque d’inondation par débordement de cours d'eau, notamment le Salaison. La commune a été reconnue en état de catastrophe naturelle au titre des dommages causés par les inondations et coulées de boue survenues en 1982, 1994, 2003, 2005 et 2014,.
Assas est exposée au risque de feu de forêt. Un plan départemental de protection des forêts contre les incendies (PDPFCI) a été approuvé en juin 2013 et court jusqu'en 2022, où il doit être renouvelé. Les mesures individuelles de prévention contre les incendies sont précisées par deux arrêtés préfectoraux et s’appliquent dans les zones exposées aux incendies de forêt et à moins de 200 mètres de celles-ci. L’arrêté du 25 avril 2002 réglemente l'emploi du feu en interdisant notamment d’apporter du feu, de fumer et de jeter des mégots de cigarette dans les espaces sensibles et sur les voies qui les traversent sous peine de sanctions. L'arrêté du 11 mars 2013 rend le débroussaillement obligatoire, incombant au propriétaire ou ayant droit,.

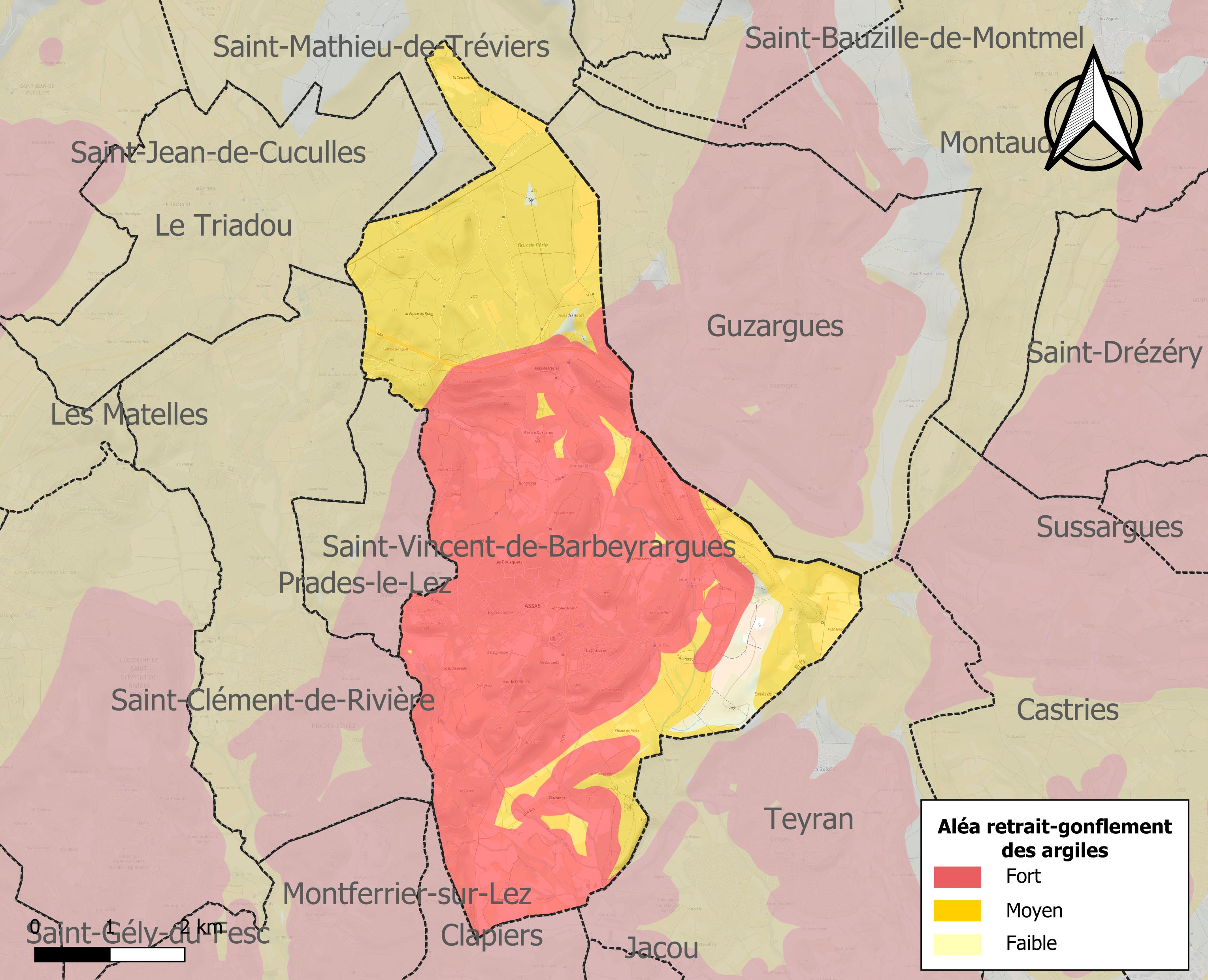
Carte des zones d'aléa retrait-gonflement des sols argileux d'Assas.

Le retrait-gonflement des sols argileux est susceptible d'engendrer des dommages importants aux bâtiments en cas d’alternance de périodes de sécheresse et de pluie. 96,8 % de la superficie communale est en aléa moyen ou fort (59,3 % au niveau départemental et 48,5 % au niveau national). Sur les 630 bâtiments dénombrés sur la commune en 2019, 630 sont en aléa moyen ou fort, soit 100 %, à comparer aux 85 % au niveau départemental et 54 % au niveau national. Une cartographie de l'exposition du territoire national au retrait gonflement des sols argileux est disponible sur le site du BRGM,.
Par ailleurs, afin de mieux appréhender le risque d’affaissement de terrain, l'inventaire national des cavités souterraines permet de localiser celles situées sur la commune.

#### Risques technologiques
Le risque de transport de matières dangereuses sur la commune est lié à sa traversée par des infrastructures routières ou ferroviaires importantes ou la présence d'une canalisation de transport d'hydrocarbures. Un accident se produisant sur de telles infrastructures est susceptible d’avoir des effets graves sur les biens, les personnes ou l'environnement, selon la nature du matériau transporté. Des dispositions d’urbanisme peuvent être préconisées en conséquence.

## Toponymie
Le nom de la localité est attesté sous les formes de Arsads vers 1103, de Arzas en 1129, apud Arzacium en 1156, castrum de Arsacio en 1167, de Arssacio fin du XIVe siècle, de Assacio en 1529, de Assassio en 1550, Assas en 1622, Assaz en 1626.
Assaç en occitan.
L'abbé Valentin, dans sa monographie historique, évoque les noms successifs d'Arsas, Arsacium, Assassium puis enfin Assas. Il évoque l'hypothèse que cela vienne de Arx ou Arcis, signifiant forteresse.

## Histoire

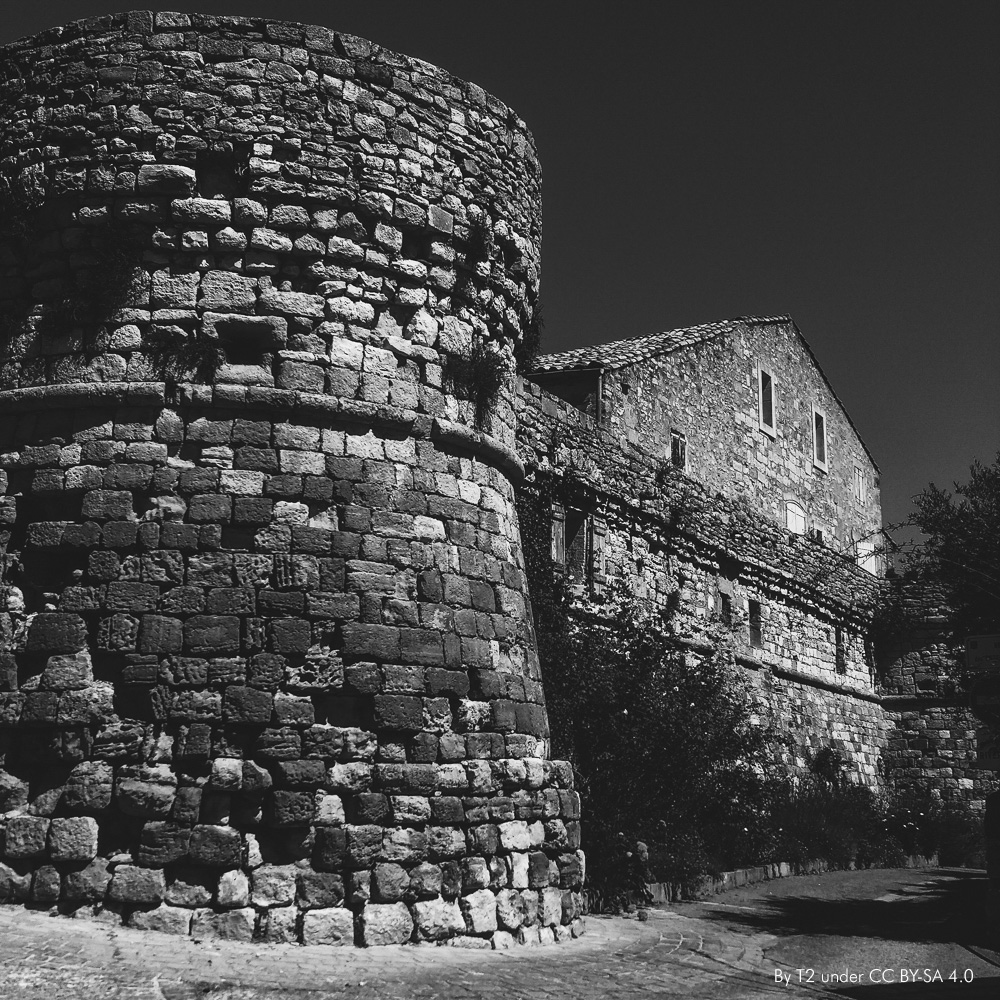
Remparts d'Assas.

### Du Moyen Âge central à la Révolution
L'histoire d'Assas est ancienne puisqu'un château féodal (aujourd'hui disparu), une église et des remparts y existaient au XIe siècle. Mais rien ne retrace l'histoire de ce château, ni du village autour à l'époque. Le 1er document qui mentionne Assas est daté de 1103. En cette année, le seigneur d'Assas, désigné sous le nom de Rostagnus de Arsads, dépend du comte de Melgueil.
En 1215, après la guerre des Albigeois, le pape Innocent III transfère le comté de Melgueil, dont Assas, à l'évêque de Maguelone.
En 1486, Rostang d'Assas, dernier seigneur à porter le nom de la seigneurie, vend à un riche marchand de Montpellier, Guillaume de Bonnail, la moitié de la seigneurie d'Assas dont il est co-seigneur. L'acheteur reconnaît l'évêque de Maguelonne comme suzerain et lui paie le droit de mutation. Guillaume II succède à son père et lègue ses terres à son fils Gaspard, lui substituant en cas de décès prématuré son neveu Jacques de Salomon, docteur en médecine, lui substituant s'il n'a pas de descendance mâle un autre neveu, lui-même substitué par le plus proche parent mâle de Guillaume II s'il est également sans postérité masculine. Jacques de Salomon prend possession de la seigneurie en 1565. En 1572, Jacques étant sans héritier mâle, et l'autre neveu sans enfants, Loïs de Pluviers engage un procès contre l'héritière Salomon pour, suivant le testament de Guillaume II, réclamer la succession. Ce qu'il obtient en 1573 au profit de Jacques de Pluviers de Bonnail, le fils qu'il eut avec Marguerite de Bonnail[réf. nécessaire].
En 1592, Jacques de Pluviers vend la seigneurie d'Assas à Timothée de Montchal, trésorier de France. Sa petite-fille Anne en hérite et épouse Gaspard de Murviel.
La seigneurie échoit ensuite à Joseph de Boyer, qui a épousé Jacquette de Murviel, fille de Gaspard. En 1720, Joseph de Boyer la vend à Guillaume de Castagnier, secrétaire du roi, qui paie le droit de mutation à l'évêque de Montpellier. Il est financé pour cette acquisition par Jean Mouton, hôtelier et banquier de Montpellier. Non remboursé, ce dernier garde la seigneurie. Son fils Jacques Mouton de la Clotte, magistrat financier, lui succède. C'est à lui que l'on doit l'actuel château d'Assas, érigé en 1759 à l'emplacement de l'ancien château féodal. Jean-Jacques fils de Jacques, conseiller du roi et mort célibataire en 1810 à Saint-Germain-en-Laye, est le dernier seigneur d'Assas, chassé par la révolution[réf. nécessaire].
Pendant cette période révolutionnaire, des gens de Baillarguet et Montferrier, deux communes voisines, veulent s'emparer du seigneur qui leur échappe, défendu par les assadins en reconnaissance de ses bienfaits. Les deux tours Est du château furent détruites en leur sommet, ainsi que les armoiries sur la façade. L'église, le clocher, le presbytère, le château et divers autres biens, sont confisqués et déclarés biens nationaux. En 1797, André Crépin Bouschet, de Montpellier, achète successivement tous les anciens biens religieux. La commune rachètera 2000 francs l'église à sa veuve, Françoise de Grolée, et à leur fille Clotilde Gabrielle, en 1822. Puis ce fut en 1861 le rachat du presbytère.

### XXesiècleetXXIesiècle
L'ouverture des frontières le 1er juillet 1970 génère une arrivée massive de vins italiens sur le marché français, ce qui provoque la colère de maires de l'Hérault et le 2 février 1971, ils occupent jour et nuit pendant deux jours le Pavillon populaire de Montpellier, sur lequel le maire d'Assas, Henri Moynier, hisse le drapeau de sa commune. Un an après, ils firent le serment, sur le drapeau d’Assas, de « rester unis pour soutenir totalement et de toutes leurs forces, la profession de l'agriculture et tout particulièrement la viticulture, certains qu'en défendant le vin, ils travaillent pour une juste cause » et de renouveler ce serment dit d'Assas chaque année dans une commune différente, le 2 février. Ce qui fut fait encore en 2016.

### Faits historiques
À titre d'anecdote, l’Université Paris-Panthéon-Assas, située rue d'Assas à Paris, tient elle-même son nom du chevalier d'Assas, dont les origines sont reliées à l'histoire de la commune. Natif du Vigan, descendant de la famille seigneuriale basée à Assas. Ainsi, le chevalier d'Assas a donné son nom, indirectement, à cette université.

### Héraldique
| Blason d'Assas | Les armes d'Assas se blasonnent ainsi : écartelé, au premier d'azur à une tour d'argent maçonnée de sable, au second d'or à un rameau d'olivier de sinople fruité de sable posé en barre, au troisième d'or à une grappe de raisin de sable feuillée de sinople, au quatrième d'azur à une fleur de lys d'or. |

## Politique et administration

### Liste des maires
| Période                                  | Période   | Identité       | Étiquette | Qualité                  |
| ---------------------------------------- | --------- | -------------- | --------- | ------------------------ |
| 1947                                     | 1965      | André Brun     |           |                          |
| 1965                                     | 1975      | Henri Moynier  |           |                          |
| 1975                                     | mars 2005 | Jean Gelly     | SE        |                          |
| mars 2005                                | juin 2022 | Jacques Grau,  | DVD       | Ancien cadre et retraité |
| juin 2022                                | En cours  | Benoît Amphoux |           |                          |
| Les données manquantes sont à compléter. |           |                |           |                          |

## Population et société
En 2016, la municipalité se déclare candidate[réf. à confirmer] au label Terre saine, commune sans pesticides, délivré par le Ministère de l'écologie, du développement durable et de l'énergie. Elle sera labellisée en 2017[réf. nécessaire].

### Démographie
L'évolution du nombre d'habitants est connue à travers les recensements de la population effectués dans la commune depuis 1793. Pour les communes de moins de 10 000 habitants, une enquête de recensement portant sur toute la population est réalisée tous les cinq ans, les populations de référence des années intermédiaires étant quant à elles estimées par interpolation ou extrapolation. Pour la commune, le premier recensement exhaustif entrant dans le cadre du nouveau dispositif a été réalisé en 2007.

En 2022, la commune comptait 1 430 habitants, en évolution de −5,3 % par rapport à 2016 (Hérault : +7,49 %, France hors Mayotte : +2,11 %).
| 1793 | 1800 | 1806 | 1821 | 1831 | 1836 | 1841 | 1846 | 1851 |
| ---- | ---- | ---- | ---- | ---- | ---- | ---- | ---- | ---- |
| 197  | 106  | 268  | 263  | 257  | 305  | 328  | 352  | 347  |

| 1856 | 1861 | 1866 | 1872 | 1876 | 1881 | 1886 | 1891 | 1896 |
| ---- | ---- | ---- | ---- | ---- | ---- | ---- | ---- | ---- |
| 338  | 346  | 399  | 395  | 294  | 258  | 249  | 287  | 285  |

| 1901 | 1906 | 1911 | 1921 | 1926 | 1931 | 1936 | 1946 | 1954 |
| ---- | ---- | ---- | ---- | ---- | ---- | ---- | ---- | ---- |
| 338  | 362  | 366  | 383  | 397  | 420  | 400  | 337  | 362  |

| 1962 | 1968 | 1975 | 1982 | 1990 | 1999  | 2006  | 2007  | 2012  |
| ---- | ---- | ---- | ---- | ---- | ----- | ----- | ----- | ----- |
| 352  | 352  | 506  | 815  | 992  | 1 305 | 1 483 | 1 509 | 1 505 |

| 2017  | 2022  | - | - | - | - | - | - | - |
| ----- | ----- | - | - | - | - | - | - | - |
| 1 520 | 1 430 | - | - | - | - | - | - | - |

Le PLU d'Assas, approuvé par délibération du 18 octobre 2017, table sur 2 000 habitants en 2030, avec trois zones de développement de l'habitat. Bien que proche de Montpellier, mais hors de sa métropole et sans continuité urbaine avec elle, Assas a conservé un caractère rural, source de contestations quant à son développement. D'ailleurs, à la suite des recours contentieux par plusieurs requérants, le juge du Tribunal Administratif de Montpellier a annulé partiellement le PLU en reconnaissant le caractère inondable du quartier de la Frênais.

### Enseignement
Assas relève de l'académie de Montpellier. Elle est dotée d'un groupe scolaire, partagé avec Guzargues dans le cadre d'un SIVU et composé de :
- une école élémentaire publique, composée de 5 classes ;
- une école maternelle publique, composée de 2 classes.

Les collégiens sont en majorité scolarisés au collège François-Mitterrand de Clapiers. Les lycéens sont au lycée général et agricole Frédéric-Bazille-Agropolis de Montpellier.

### Manifestations culturelles et festivités
- Choral'Pic, festival annuel (en mai) de chorales dans les rues du vieux village ;
- Cinéma, théâtre et concerts (le Trio Chemirani en 2012, Emmanuel Pi Djob en 2014, le groupe Ange en 2015, Tom Novembre en 2016) à la salle des Crouzets ;
- Concerts à l'église organisés par Les amis de l'orgue et de la musique d'Assas ;
- Concerts au château d'Assas (privé) ;
- Festival Scott Ross, en juin au château d'Assas ;
- Fête votive annuelle, mi juillet pendant 4 jours, avec la participation d'une manade assadine (abrivado, bandido et encierro) ;
- Vide-greniers annuel, fin mai / début juin ;
- Exposition artistique annuelle Vivre Assas au présent, organisée par 2 associations en mai ;
- Salon artistique chaque année, organisé par la municipalité en décembre.

### Santé
Sur la commune d'Assas sont localisés un cabinet médical, une pharmacie, un dentiste, un kinésithérapeute, un ostéopathe et des infirmières.

### Sports
- Association de tennis d'Assas, avec 3 courts ;
- École d'équitation et écurie de propriétaires ;
- Club de tambourin ;
- Boule assadine (pétanque).

## Économie
La proximité de la métropole de Montpellier laisse peu d'activités économiques à la commune, hormis la viticulture réservée aux communes rurales, avec à Assas une part remarquable en agriculture biologique[réf. nécessaire].

### Commerces et artisans locaux
La commune bénéficie de commerces, épicerie, brasserie, boulangerie et salon de coiffure.
Des jardiniers-paysagistes, des artisans du bâtiment et un garage automobile complètent l'offre locale de services.

### Viticulture
Le territoire d'Assas entre dans la dénomination géographique Grès-de-Montpellier, qui s'inscrit dans l'AOC Languedoc[réf. nécessaire] et en appellation Pic-Saint-Loup sur le Nord de la commune.
La cave coopérative d'Assas fut construite en 1939, suivant le modèle d'architecture reconnaissable qui prévalut dans l'Hérault pendant la 1re moitié du XXe siècle.
Plusieurs caves sont situées sur la commune[réf. nécessaire] :
- Cave coopérative viticole Les vignerons du Pic, commune avec Baillargues, Claret et Saint-Gély-du-Fesc ;
- Domaine de Buzarens, en agriculture biologique ;
- Domaine de Cassagnole, en agriculture biologique ;
- Domaine Clavel, en agriculture biologique ;
- Domaine de La Perrière.

- Domaine de la Vrille.

## Équipements
- Boulodrome ;
- Salle de la place des fêtes ;
- Salle polyvalente Les Crouzets ;
- Salle de la Pierre Rouge ;
- Terrain de basket ;
- Skate-Park ;
- Terrains de tennis ;
- Parc pour les enfants.

### Services publics
- Agence postale communale ;
- Caserne de sapeurs-pompiers, faisant partie du Service Départemental d’Incendie et de Secours (SDIS) de l'Hérault ;
- Comité Communal d’Action Social (CCAS).

## Culture et patrimoine
- Bibliothèque ;
- Chœur d'Assas ;
- École de musique ;
- Mieux Vivre à Assas : Association loi 1901 qui a pour objet de promouvoir la qualité de vie au sein de la commune d’Assas : préservation du patrimoine, architectural et environnemental, développement de la vie associative et de la communication entre les habitants, organisation de manifestations diverses[39].

### Lieux et monuments

#### Monuments laïcs
- Château d'Assas, folie montpelliéraine du XVIIIe siècle, attribué à l'architecte Jean-Antoine Giral (1713-1787), et édifié en 1759/1760, sur les ruines du château féodal. Classé et inscrit au titre des Monuments historiques, pour différentes parties.
- Restes d'enceinte fortifiée du Xe ou XIe siècle, vestiges de l'ancien château féodal.
- Vieux village.

#### Monuments religieux
- Église romane Saint-Martial du XIe ou XIIe siècle, complètement restaurée au début du XXIe siècle, classée le 29 décembre 1987 au titre des Monuments historiques[40].

Monuments d'Assas :
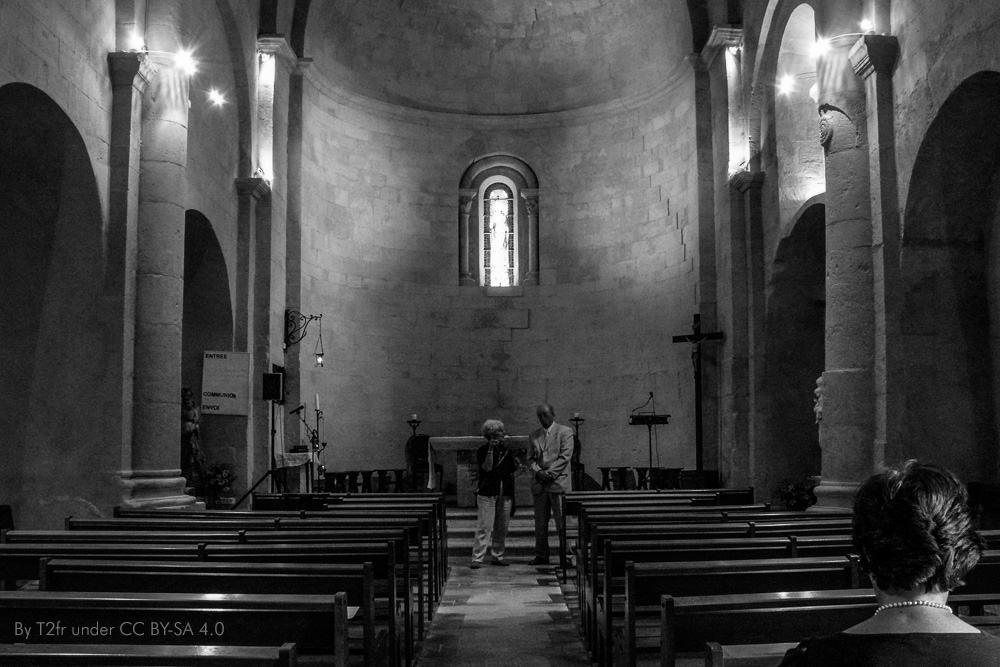
Intérieur de l'église Saint-Martial d'Assas.
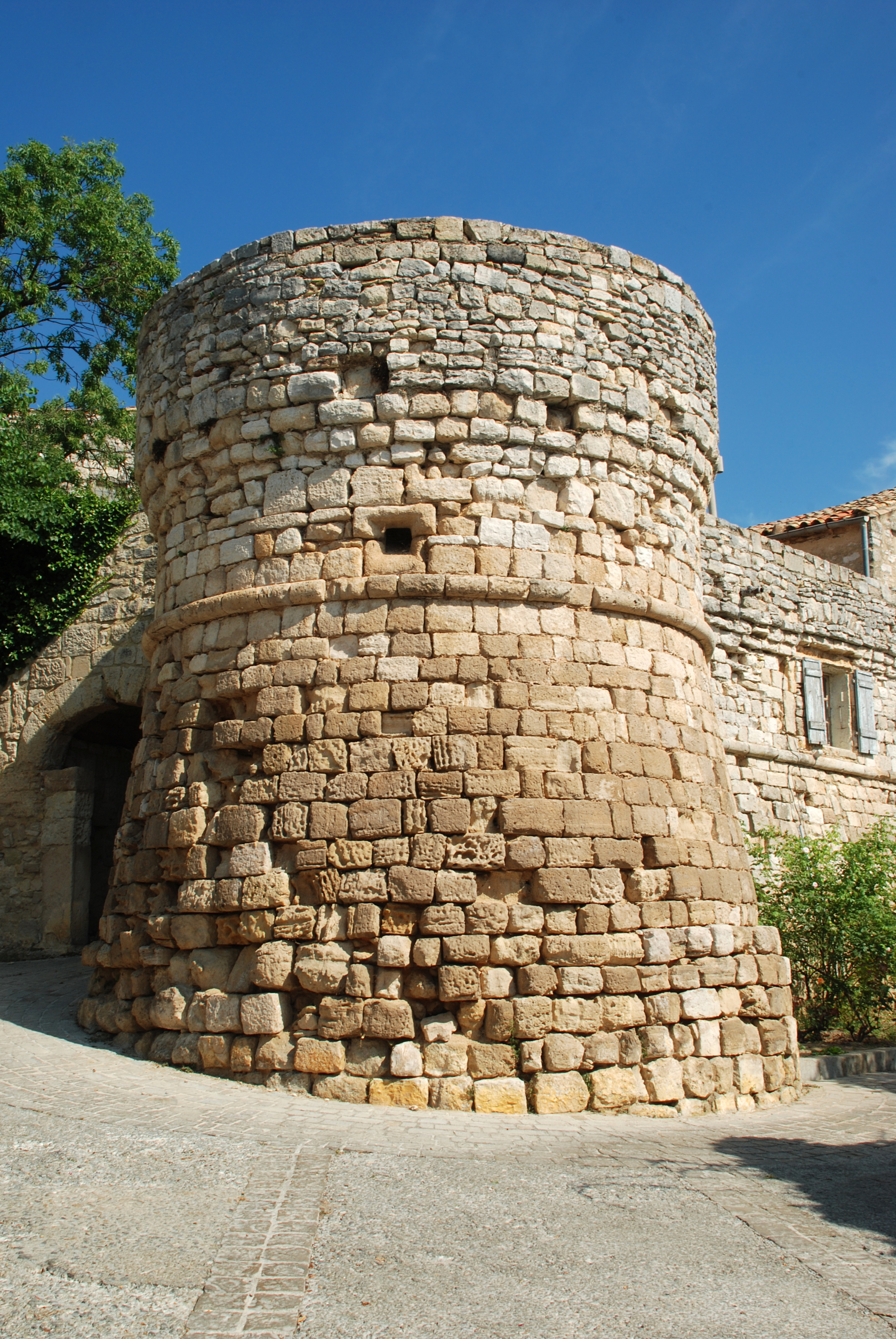
Tour fortifiée.
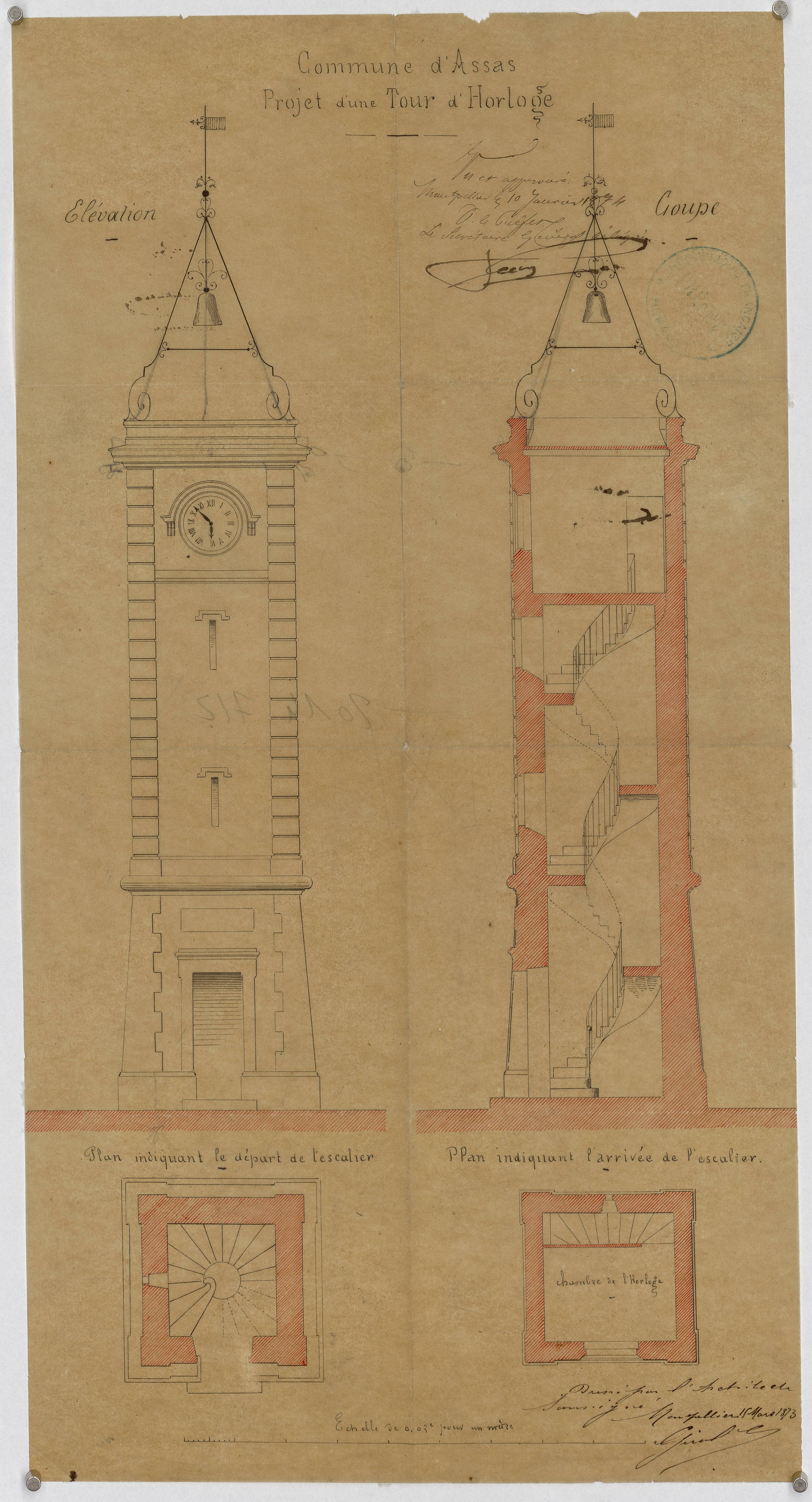
Plan de la tour de l'horloge en 1873.
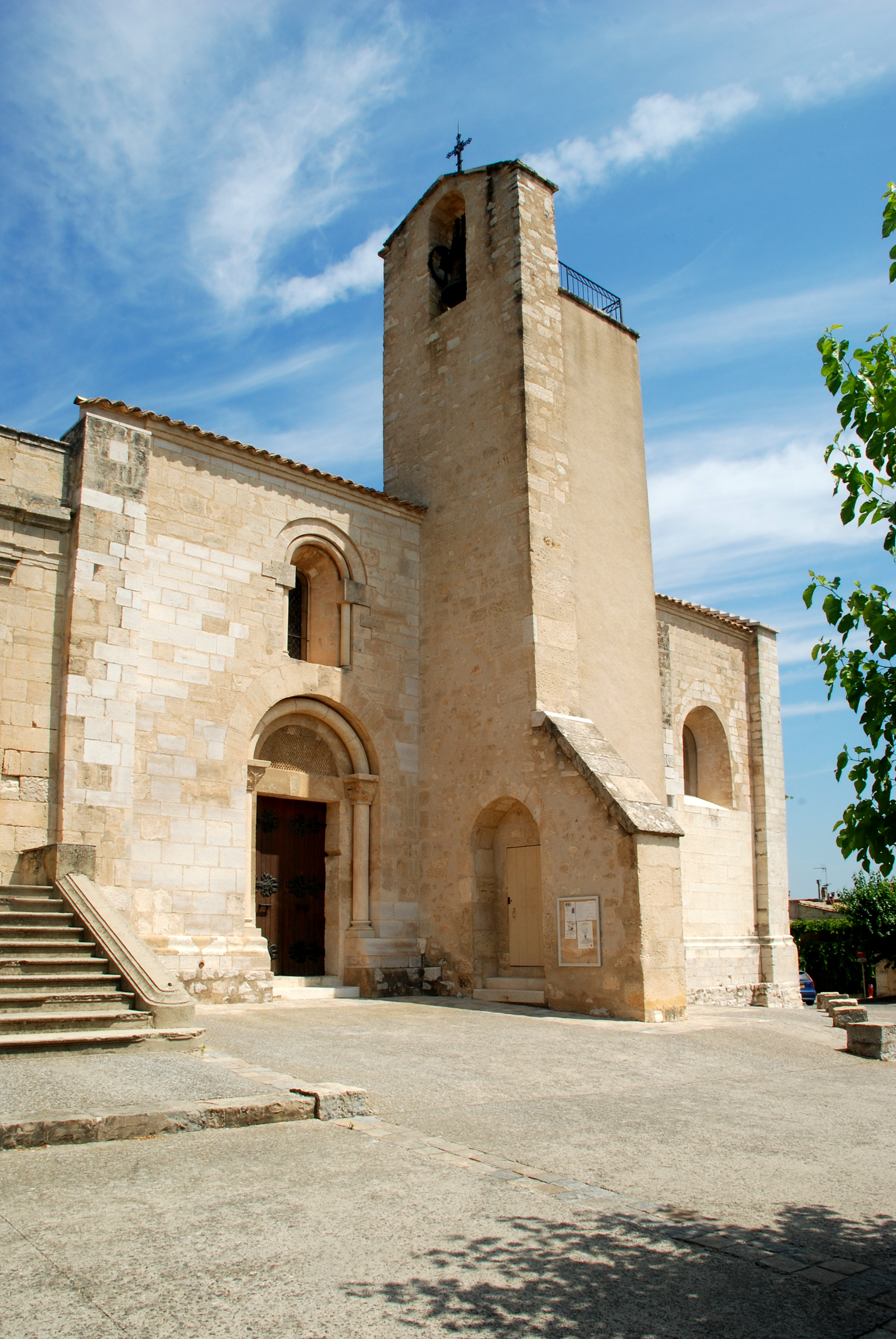
Église Saint-Martial.
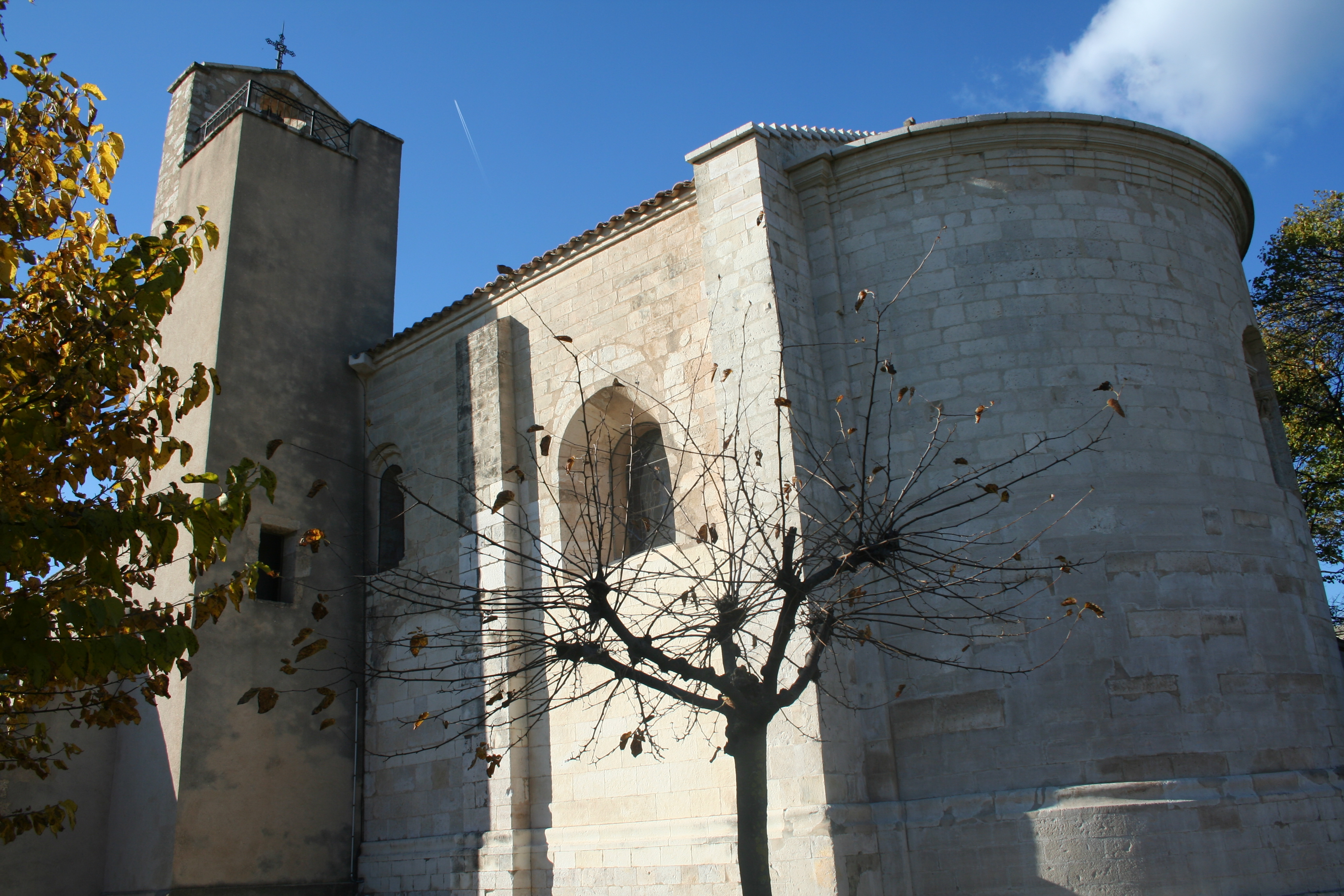
Église Saint-Martial.
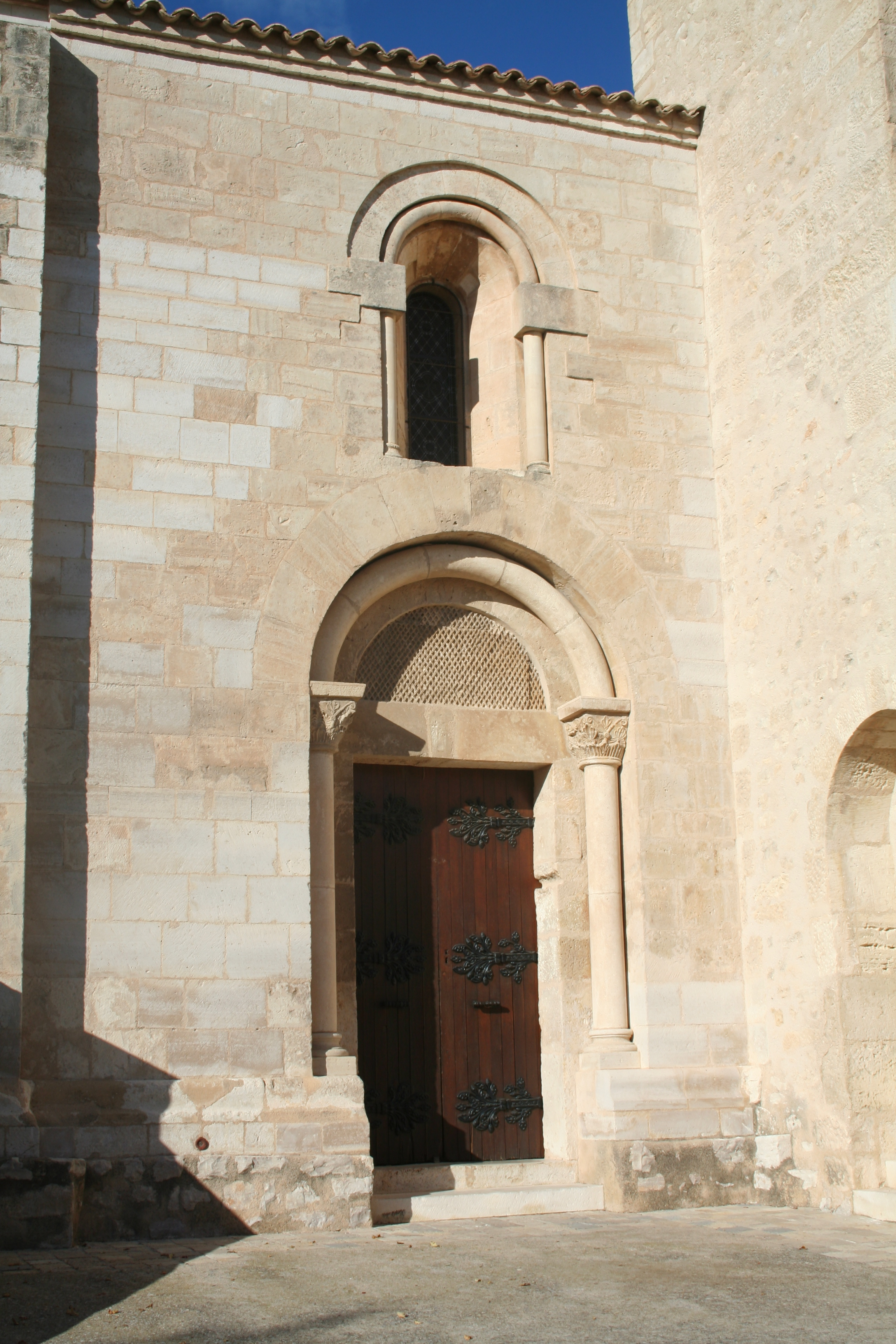
Entrée de l'église.
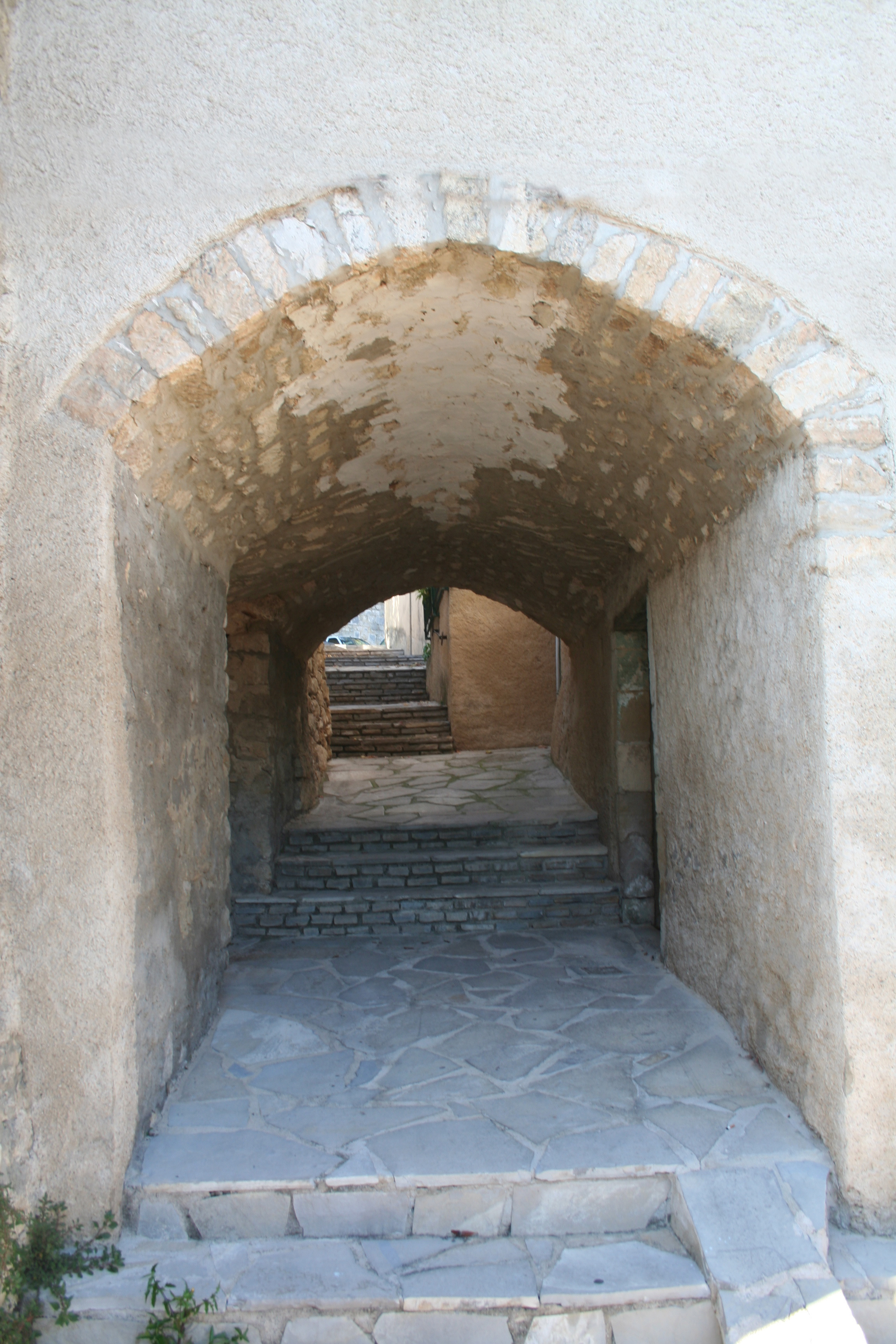
Rue du vieux village.

### Patrimoine culturel
Le film La Belle Noiseuse de Jacques Rivette, avec Michel Piccoli et Emmanuelle Béart, récompensé du Grand Prix du Jury du Festival de Cannes 1991, a été tourné dans sa presque totalité à Assas.
L'année suivante y fut tourné Le retour de Casanova, d’Édouard Niermans, avec Alain Delon.

### Personnalités liées à la commune
- La famille d'Assas ;

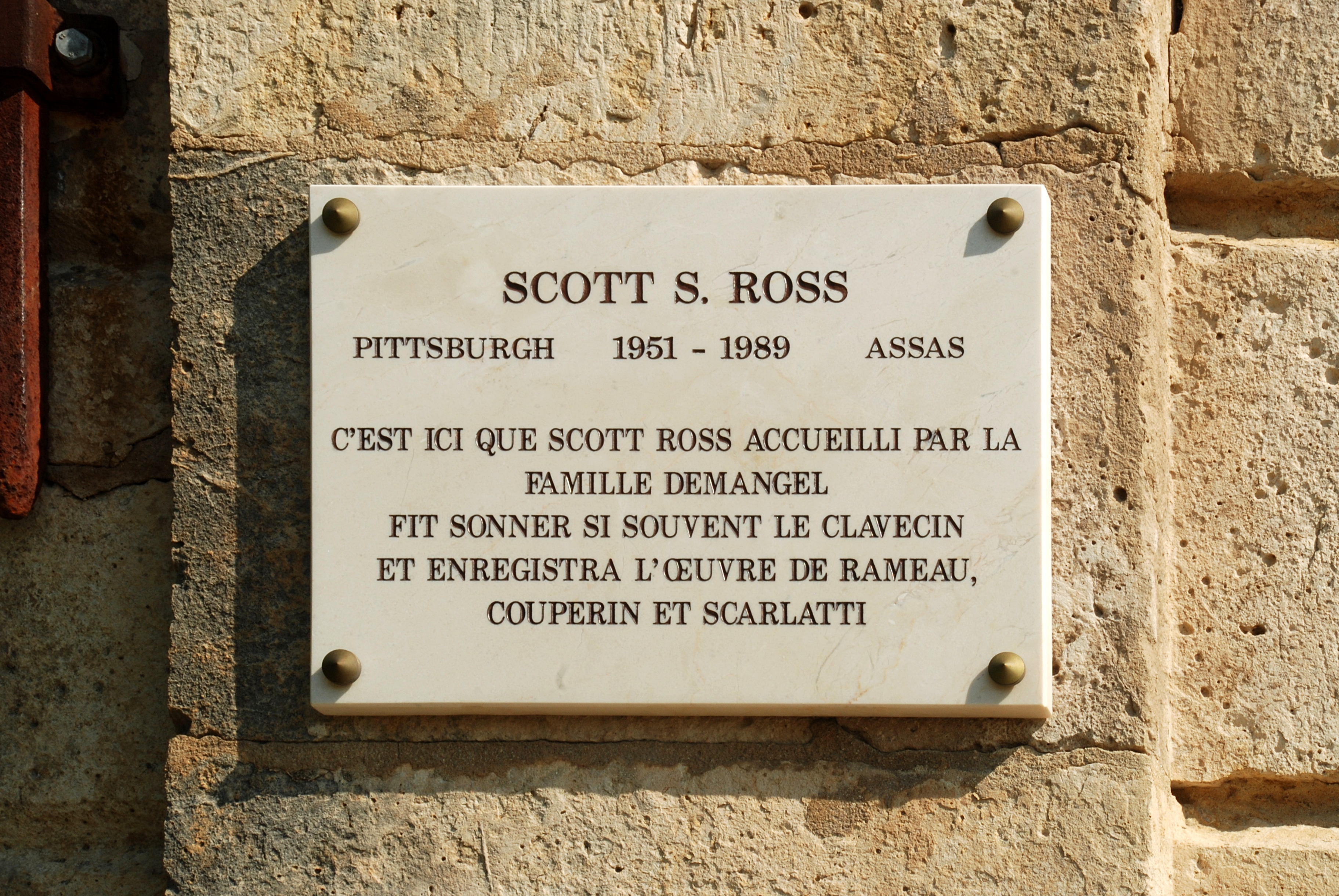

- Robert Demangel, archéologue, et sa femme Simone, née Gillet, qui achètent le château d'Assas en 1949 ;
- Sir Patrick Geddes, botaniste écossais et précurseur de l'urbanisme, ouvre en 1890, le premier Collège des Écossais, rue de l’Abbé-de-l’Epée à Montpellier. Au début des années 1920, il achète le château d’Assas pour y baser un centre d’étude urbain[43] ;
- Le claveciniste Scott Ross a résidé dans la commune, y est mort le 13 juin 1989. Ses cendres y ont été répandues[44].